# 6615 Plutarchos
6615 Plutarchos este un asteroid din centura principală, descoperit pe 17 octombrie 1960, de Cornelis van Houten, Ingrid van Houten-Groeneveld și Tom Gehrels.